# Immortelle Randonnée
Immortelle Randonnée : Compostelle malgré moi est un récit de voyage de Jean-Christophe Rufin, publié le 4 avril 2013 aux éditions Guérin, et relatant son expérience du pèlerinage de Saint-Jacques-de-Compostelle.

## Synopsis
Rufin expose son itinéraire par le Chemin du Nord, de la frontière française à Saint-Jacques-de-Compostelle et les réflexions que cette marche lui inspire.

## Réception critique
Fabienne Pascaud, dans les colonnes de Télérama, estime notamment que « Par-delà toute spiritualité, c'est un lancinant apprentissage du vide qu'a vécu le marcheur. Et un vide qui conduit au plein. En témoignent les lumineuses réflexions — sur la religion, l'histoire, la politique même — qui ponctuent son odyssée et éclairent ici la lecture d'un éclat vif. Drôle, brillant, généreux mais sans concession, cet étonnant carnet de route ne donne qu'une envie : tenter aussi l'aventure de Compostelle. Vite. »
La rédaction du mensuel Lire estime, lorsqu'elle décerne son « prix du meilleur livre audio 2013 » à l'édition faite par Audiolib dans une narration de Vincent Schmitt, qu'« entre la décision du voyage et son terme, jamais l'auteur ne se départit d'un esprit qui doit autant à la grande tradition française des moralistes du XVIIe siècle qu'aux Mythologies de Roland Barthes ».
« La Griotte », pour Rue 89, estime au contraire le livre ennuyeux et trop académique.

## Éditions
Édition imprimée originale
- Jean-Christophe Rufin, Immortelle Randonnée : Compostelle malgré moi, Chamonix, éd. Guérin, coll. « Démarches », 4 avril 2013, 272 p., 21 cm (ISBN 978-2-35221-061-0, BNF 43565274)

Livre audio
- Jean-Christophe Rufin, Immortelle Randonnée : Compostelle malgré moi, Paris, éd. Audiolib, 12 septembre 2013 (ISBN 978-2-35641-635-3, BNF 43653104)Texte intégral ; narrateur : Vincent Schmitt ; support : 1 disque compact audio MP3 ; durée : 6 h ; référence éditeur : Audiolib 25 1682 1.

Édition en gros caractères
- Jean-Christophe Rufin, Immortelle Randonnée : Compostelle malgré moi, Versailles, éd. Feryane, coll. « Horizons », 15 septembre 2013, 317 p., 22 cm (ISBN 978-2-36360-173-5, BNF 43693386)

Édition illustrée
- Jean-Christophe Rufin et Marc Vachon (photographies), Immortelle Randonnée : Compostelle malgré moi, Paris, éd. Gallimard, 25 octobre 2013, 232 p., 30 cm (ISBN 978-2-7424-3639-2, BNF 43710883)

Édition au format de poche
- Jean-Christophe Rufin, Immortelle Randonnée : Compostelle malgré moi, Paris, éd. Gallimard, coll. « Folio » (no 5833), 2 octobre 2014, 277 p., 18 cm (ISBN 978-2-07-045537-9, BNF 44235894)